# Limonium korbousense
Espèce
Limonium korbousense est une espèce de plantes à fleurs de la famille des Plumbaginaceae endémique de la Tunisie.